# Wolverine and the X-Men
Wolverine and the X-Men is een Amerikaanse animatieserie gebaseerd op de Marvel Comics stripserie X-Men. Het is de derde animatieserie gebaseerd op deze stripreeks. De serie werd in Canada van 6 september 2008 tot 29 november 2009 uitgezonden.

## Verhaal
Aan het begin van de serie vindt een explosie plaats in de school van de X-Men door een aanval gericht tegen telepaten. Na de explosie blijken Professor Charles Xavier en Jean Grey te zijn verdwenen. Zonder professor X gaan de X-Men uit elkaar, en Cyclops krijgt last van een depressie.
Een jaar later begint de MRD (Mutant Response Division) mutanten te arresteren en op te sluiten. Hierop besluiten Wolverine en Beast de X-Men weer bij elkaar te roepen. Ze herbouwen de school met financiële hulp van Angel. Ondertussen sluit Rogue zich echter aan bij de Brotherhood of Mutants.
Emma Frost ontdekt dat Charles nog leeft, en in coma verblijft in Genosha, alwaar Magneto hem verzorgt. Cyclops keert bij het horen van dit nieuws ook terug naar het team, en de groep zet koers naar Genosha. Ze nemen de professor mee terug naar de school. Dan krijgen de X-Men telepathisch een bericht van een oudere versie van professor X, die hen vanuit 20 jaar in de toekomst waarschuwt. Hij vertelt Wolverine dat hij de X-Men moet leiden indien ze de wereld willen redden van de Sentinels. Tevens moeten ze voorkomen dat de Brotherhood en de Acolytes de wereld overnemen.

## Productie
De serie ging in pre-productie in april 2007. De serie zou volgens eerste geruchten in de herfst van 2008 worden uitgezonden, maar later werd onthuld dat de serie in de Verenigde Staten pas in 2009 te zien zou zijn. In Canada ging de serie in première in september 2008.
Op de comiccon van 2009 werden scènes van een potentieel tweede seizoen getoond, maar in 2010 werd bekend dat de serie geen tweede seizoen zou krijgen.

## Rolverdeling wordt gegeven
| - Charlie Adler - Mojo - Tamara Bernier - Mystique - Kieren van den Blink - Rogue - Steven Blum - Wolverine, Vanisher - Clancy Brown - Mister Sinister - A.J. Buckley - Toad - Susan Dalian - Storm - Grey DeLisle - Psylocke, Spiral, Network - Alex Désert - Nick Fury - Richard Doyle - Senator Robert Kelly - Chris Edgerly - Agent Haskett - Crispin Freeman - Multiple Man - Jennifer Hale - Jean Grey - Kate Higgins - Scarlet Witch, Pixie - Mark Hildreth - Quicksilver - Michael Ironside - Colonel Moss - Dominic Janes - Squidboy - Danielle Judovits - Shadowcat, Tilde Soames - Tom Kane - Magneto, Abraham Cornelius, Professor Thornton |  | - Phil LaMarr - Gambit, Bolivar Trask - Yuri Lowenthal - Iceman - Peter Lurie - Sabretooth - Gabriel Mann - Dr. Bruce Banner - Phil Morris - Randy - Liza del Mundo - Polaris - Nolan North - Cyclops, Pyro - Liam O'Brien - Angel, Nightcrawler, Nitro - Kevin Michael Richardson - Shadow King, Bishop - Crystal Scales - Boom Boom - James Sie - Yakuza Leader - Roger Craig Smith - Forge, Hellion, Kamal - Stephen Stanton - Blob - Tara Strong - Marrow, Dust - James Patrick Stuart - Avalanche - Fred Tatasciore - Beast, Hulk - Kari Wahlgren - Emma Frost, Magma, Dr. Sybil Zane, Christie Nord - Jim Ward - Professor X, Warren Worthington II, Colossus - Gwendoline Yeo - Domino - Keone Young - Silver Samurai |

## Merchandising
Hasbro heeft een speelgoedserie gebaseerd op Wolverine and the X-Men uitgebracht.